# Zichow
Zichow é um município da Alemanha, situado no distrito de Uckermark, no estado de Brandemburgo. Tem 32,15 km² de área, e sua população em 2019 foi estimada em 547 habitantes.